# LQ Волка
LQ Волка (лат. LQ Lupi) — одиночная переменная звезда в созвездии Волка на расстоянии приблизительно 478 световых лет (около 147 парсеков) от Солнца. Видимая звёздная величина звезды — от +10,89m до +10,8m. Возраст звезды определён как около 25 млн лет.

## Характеристики
LQ Волка — жёлтый карлик, эруптивная переменная звезда типа T Тельца (IT)* спектрального класса G2V-IV, или G6, или G6IVe, или G8, или G8IVe. Масса — около 1,16 солнечной, радиус — около 1,2 солнечного, светимость — около 1,138 солнечной. Эффективная температура — около 5444 K.